# Noites de um Verão Qualquer
"Noites de um Verão Qualquer" é o 3º terceiro single oficial (4º ao todo) do álbum Estandarte da banda mineira de pop/rock Skank.
A canção foi lançada em Janeiro de 2010 nas rádios brasileiras e foi escolhida para ser o 3º single oficial, devido ao verão.
A canção já foi incluída na trilha sonora da novela teen Malhação na temporada de 2009.
A canção já está entre as 10 mais na parada de sucesso do Brasil, o Hot 100 Brasil e já chegou na posição #2.
O clipe do single "Noites de Um Verão Qualquer", dirigido por Conrado Almada e lançado no dia 11/02, há menos de um mês, atingiu o mundo.

## Videoclipe
O videoclipe da canção foi lançado em Fevereiro e foi dirigido por Conrado Almada (que dirigiu o clipe de Sutilmente).
O videoclipe foi bem recebido pelos fãs e criticos.
Além de ter sido destaque em vários blogs e portais brasileiros, já ter ultrapassado a marca de 277.000 exibições no YouTube e já estar nas paradas mais importantes de clipes, o vídeo foi publicado em portais dos países Japão, Estados Unidos, Coreia do Sul, Escandinávia, Espanha, França, República Popular da China, Reino Unido, na Índia e na Rússia.
E tem mais, a marca do caderno usado por Conrado na gravação do clipe, Moleskine, divulgou o clipe em seu site.

## Posições
| Billboard Brasil        | Melhor posição |
| ----------------------- | -------------- |
| Brasil - Hot 100 Brasil | 2              |